# L'Heure d'été (album)
Pour les articles homonymes, voir Heure d'été (homonymie).
Albums de Marc Lavoine
Olympia deux mille trois
(2003) Les Duos de Marc
(2007)
Singles
1. Je me sens si seul
Sortie : 4 juillet 2005
2. Toi mon amour
Sortie : 9 janvier 2006
3. Tu m'as renversé
Sortie : mars 2006
4. J'espère
Sortie : juillet 2006

L'Heure d'été est le neuvième album de Marc Lavoine sorti le 23 mai 2005 en France.

## Liste des titres
| No  | Titre                            | Paroles                   | Musique                               | Durée |
| --- | -------------------------------- | ------------------------- | ------------------------------------- | ----- |
| 1.  | Toi mon amour                    | Marc Lavoine              | Christophe Casanave                   | 3:35  |
| 2.  | Je me sens si seul               | Marc Lavoine              | Jean-François Berger, Marc Lavoine    | 3:05  |
| 3.  | Tu m'as renversé                 | Pierre Grillet            | Marc Lavoine                          | 2:32  |
| 4.  | La Mélancolie                    | Marc Lavoine              | Marc Ricci, Pierre Zito               | 3:16  |
| 5.  | Ne m'en veux pas de t'en vouloir | Daniel Darc               | Frédéric Lo                           | 3:37  |
| 6.  | Vogue le magazine                | Marc Lavoine              | Jean-François Berger, Marc Lavoine    | 3:36  |
| 7.  | J'espère (duo avec Quỳnh Anh)    | Pierre Grillet            | Marc Lavoine                          | 3:50  |
| 8.  | On a cru                         | Marc Esposito             | Marc Lavoine                          | 3:07  |
| 9.  | Tous les jours                   | Yvan Coriat, Marc Lavoine | Marc Lavoine, Marc Ricci, Pierre Zito | 3:39  |
| 10. | Doucement rock'n'roll            | Marc Lavoine              | Jean-François Berger, Marc Lavoine    | 3:29  |
| 11. | On est passé à l'heure d'été     | Marc Lavoine              | Jean-François Berger, Marc Lavoine    | 3:06  |
| 12. | Les Papillons                    | Marc Lavoine              | Pascal Rodde                          | 4:26  |
| 13. | J'ai oublié de te dire           | Marc Lavoine              | Hervé Larribe                         | 4:16  |

## Musiciens ayant participé à l'album
- Marc Lavoine - chanteur, chœurs
- Jean-François Berger - piano, claviers, programmations, guitare, trompette
- Jean-Pierre Bucolo, François Poggio, Philippe Russo, Éric Sauviat - guitare acoustique, guitare électrique
- Denis Benarrosh - percussion
- Christophe Deschamps, David Maurin - batterie
- Martin Jenkins - claviers, programmation
- Claire Keim - chœurs
- Peter Lale - violoncelle
- Nick Rodwell - clarinette
- Matthew Vaughan - programmation
- Laurent Vernerey - basse
- Gavyn Wright - violon

## Classement et certifications
| Pays                 | Charts             | Meilleure position |
| -------------------- | ------------------ | ------------------ |
| Belgique francophone | Ultratop 40        | 2                  |
| France               | SNEP               | 3                  |
| Suisse               | Swiss Music Charts | 23                 |

| Pays   | Année | Ventes  | Certification |
| ------ | ----- | ------- | ------------- |
| France | 2005  | 150 000 | 2 × Or        |
| France | 2006  | 400 000 | 2 × Platine   |